# 徐弘
徐弘（1968年5月14日—），是已退役的中国足球运动员和现任主教练，曾经担任中国国家队队长。

## 球员生涯
徐弘球场上司职中后卫，虽然不以速度见长，但是拦截和对抗的能力比较突出。他是徐根宝组建的国二队、国奥队的主力后卫，之后长期入选中国国家队，多年担任队长。1997年，世界杯预选赛期间他因为转身慢被主帅戚务生弃用。俱乐部方面，他是大连万达的队长，七年内一共随队获得了五次职业联赛的冠军。

## 执教生涯
退役后的徐弘因为与大连实德俱乐部的联系，成为2000年后中国联赛“实德系”问题的焦点人物之一。他先后出任了大连赛德隆和四川冠城两支实德系球队的主帅，虽然有甲B联赛亚军、甲A联赛第八名等出色的成绩，但是却始终被牵扯到实德系的问题上来。
徐弘当教练最出名的事件莫过于当年在四川冠城时期的赢球下课，在2004年足协杯比赛中，徐弘带领的四川淘汰了实德晋级，随即徐弘下课。而下课的原因，则被传为公然违抗徐明的指示。
2006年，他曾担任重庆力帆的主教练，但是战绩不佳，赛季结束前即辞职。
2008年，他辅佐科萨诺维奇帮助陷于困境的大连保级成功。赛季结束后科萨离任，徐弘正式成为主教练。2010年5月，徐弘执教大连实德八场中超联赛仅得1胜4平3负成绩不佳，徐弘主动提出辞职，由助理教练柳忠长代理教练一职。
2012年12月11日下午1时50分，大连阿尔滨举行新闻发布会，正式公布：经俱乐部董事会研究决定，任命徐弘为大连阿尔滨足球俱乐部主教练，接替辭职的斯塔诺耶维奇，合同期为3年。

## 遭足协处罚
2013年2月18日，徐弘被中国足协禁止从事任何与足球有关的活动五年（自2013年2月18日至2018年2月17日止），原因指徐弘在2003年擔任四川冠城主教练期间涉及不正当交易，並被中国足协沒收原四川冠城在同年的甲A联赛取得的全部奖项；2013年2月18日深夜，身在韩国的徐弘说：「事情是存在的，但我没拿过、没送过一分钱，这个事情我自己问心无愧。」事后徐弘並辭去大连阿尔滨主教练一职，並由俱乐部总经理李明赶往韩国接任代理主教练一职。

## 个人
徐弘的哥哥徐弢也是著名足球运动员，曾经是中国国门，之后曾多次担任国家队守门员教练。